# 格萊爾巴赫河
51°9′50.8″N 8°18′44.2″E / 51.164111°N 8.312278°E

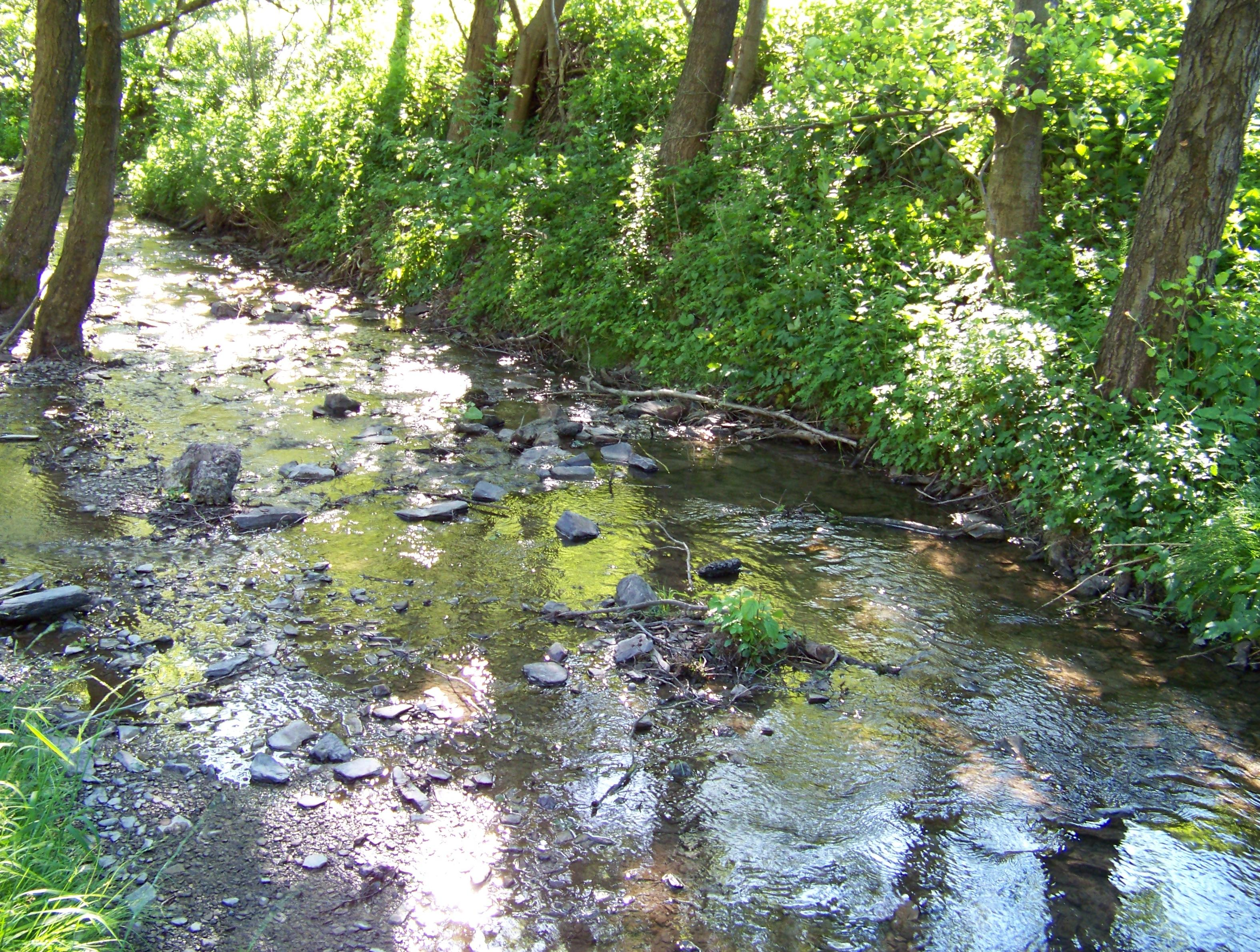
格萊爾巴赫河

格萊爾巴赫河（德語：Gleierbach），是德國的河流，位於該國西部，流經北萊茵-威斯特法倫州，屬於萊內河的右支流，河道全長7.1公里，流域面積11平方公里。